# Alvarado kommun, Colombia
Alvarado är en kommun i Colombia.   Den ligger i departementet Tolima, i den centrala delen av landet, 100 km väster om huvudstaden Bogotá. Antalet invånare är 8 972.